# Un sogno lungo un giorno
Un sogno lungo un giorno (One from the Heart) è un film del 1982 diretto da Francis Ford Coppola. La pellicola, prodotta dall'American Zoetrope, facente capo allo stesso regista, risultò essere un flop al botteghino, il che costrinse Coppola a vendere i suoi stessi studi per pagare i debiti.
Le musiche furono scritte ed interpretate da Tom Waits.

## Trama
A Las Vegas, durante i festeggiamenti del 4 luglio, Hank, meccanico di indole pragmatica, e Frannie, agente di viaggi e sognatrice, celebrano il loro quinto anniversario di coppia. L’atmosfera, inizialmente festosa, si incrina quando Frannie, delusa dalla mancanza di spontaneità del compagno, mette in discussione il loro rapporto. Hank, al contrario, si ritiene soddisfatto della vita che conducono e, a sorpresa, le regala le chiavi di una casa che ha comprato per loro senza consultarla. L’inaspettata decisione e il mancato desiderio di avventura da parte di Hank portano Frannie a esplodere e a lasciarlo quella stessa sera quando anche vecchie infedeltà reciproche vengono a galla. Mentre Frannie trova rifugio dall’amica Maggie, Hank si confida con l’amico Moe. Entrambi, nel tentativo di lenire la delusione, si gettano in nuove conoscenze: Frannie incontra Ray, un affascinante pianista e cantante che in realtà lavora come cameriere; Hank, invece, si lascia sedurre da Leila, misteriosa artista circense dalla sensualità luminosa. Le nuove relazioni sembrano offrire ciò che mancava nella coppia: fantasia, leggerezza, passione. Frannie, vestita di rosso, passeggia con Ray tra locali e luci, culminando in una notte all’insegna del romanticismo; Hank si abbandona alla dolcezza inconsueta di Leila, in un’atmosfera quasi sospesa. Tuttavia, la leggerezza del momento si incrina presto. Hank si accorge di essere ancora profondamente innamorato di Frannie e, mosso da gelosia e nostalgia, la cerca e la rintraccia nell’hotel dove si trova con Ray, mettendo fine alla loro serata insieme. Le sue implorazioni, però, sembrano vane: Frannie è decisa a partire per Bora Bora con Ray, realizzando il sogno di una fuga esotica e libera. Persino un gesto plateale e inaspettato di Hank all’aeroporto, pensato per dimostrare il suo cambiamento, sembra non bastare. La storia tra Hank e Frannie, però, è fatta anche di slanci, ripensamenti e legami più profondi di quanto i due vogliano ammettere. Quando ormai tutto sembra perduto, un segnale inatteso riapre una possibilità, lasciando il finale aperto a nuove strade e nuove intese.

## Distribuzione

### Edizione italiana
Il doppiaggio italiano del film fu eseguito presso la International Recording con la partecipazione della C.D.C. e diretto da Massimo Turci su dialoghi di Alberto Piferi. Le canzoni furono mantenute in inglese sottotitolato.

## Accoglienza
L'accoglienza non fu positiva: a fronte di un budget di 26 milioni di dollari, il film ne incassò poco più di 600.000.